# 桜小町
「桜小町」（さくらこまち）は、日本のミュージシャンNAOTO INTI RAYMIの2枚目のシングル。2006年3月8日発売。発売元はRUBICON RIVER ENTERTAINMENT。

## 概要
作詞作曲はなおと(当時)が担当している。

## 収録曲
- Throw away anxiety
- NAOTO INTI RAYMI SOUND SYSTEM II 〜Watch out!!〜